# Meixomil
Meixomil es una freguesia portuguesa del concelho de Paços de Ferreira, con 4,31 km² de superficie y 3.348 habitantes (2001). Su densidad de población es de 776,8 hab/km².